# 瀧川鯉橋
瀧川 鯉橋（たきがわ りきょう）は落語の名跡。新字体では滝川鯉橋。古くからある名跡だが当代は代数は振られていない。
- 初代瀧川鯉橋 - 後∶初代春錦亭柳桜
- 二代目瀧川鯉橋 - 後∶麗々亭桃流
- 瀧川鯉橋 - 後∶八代目入船亭扇橋
- 麗々亭鯉橋 - （? - 1910年12月3日）、本名∶福田 金太郎。俗に「赤鼻の鯉橋」。明治10年代に鶴の家亀寿の門下で亀朝、六代目桂文治の門下で文勢、明治20年代に三代目柳亭左楽の門下で語笑楽清我、1896年に四代目麗々亭柳橋の門下で鯉橋。大津絵で売った。
- 瀧川鯉橋 - 後∶麗々亭柳左
- 瀧川鯉橋 - 当代

瀧川 鯉橋（たきがわ りきょう、1971年1月31日 - ）は、新潟県上越市出身の落語家。本名∶高原 隆。落語芸術協会所属。出囃子は「都鳥前弾き」。

## 経歴
日本大学文理学部中退。
1998年4月、春風亭鯉昇に入門。前座名鯉奴。
2002年6月、春風亭笑橋と共に二ツ目昇進し「瀧川鯉橋」に改名。
2012年5月、四代目春風亭愛橋、十一代目柳亭芝楽、春風亭柳城、笑福亭里光と共に真打昇進。

## 芸歴
- 1998年4月 - 春風亭鯉昇に入門。前座名「鯉奴」。
- 2002年6月 - 二ツ目昇進、「鯉橋」に改名。
- 2012年5月 - 真打昇進[1]。

## 得意ネタ
鯉昇一門の中では数少ない本格古典派である。
- 「だくだく」[1]
- 「蒟蒻問答」[1]
- 「時そば」[1]

## エピソード
- 鯉昇に入門願いに行った時、住んでいる部屋の家賃を８か月ほど滞納していた。そのことを鯉昇に話したところ「心の負担になるなら（まずは）返したほうがいい」と言われ、ホンダの期間工でお金を貯めた後に再度鯉昇のところに行き、入門を許された[3]。

## 家族
- 永六輔 - 義伯父
- 柳家喬太郎 - 喬太郎から見て「義理の叔母の甥」が鯉橋[4]

## 受賞歴
- 2007年2月 - 第17回北とぴあ若手落語家競演会∶奨励賞
- 2011年2月 - 伝統芸能祭り第8回グランドチャンピオン大会〈主催：NPO法人四谷伝統芸能振興会〉∶優勝[1]